# 드래곤랜스
드래곤랜스(Dragonlance)는 던전 앤 드래곤의 설정을 따온 판타지 소설의 연작이다. 작가는 매거릿 와이즈(Margaret Weis)와 트레이시 히크만(Tracy Hickman)이다.
총 107권의 다른 시리즈를 가지고 있으며 작가는 각각다르다-위의 작가는 본편의 작가-..세계관설정에서도 후에 유명한 블리자드사의 WOW를 만드는 크리에이터가 참여한 대작이지만 초창기는 단순히 가정에서 롤플레잉게임을 한 기록부터 시작되었다고 한다.
최초의 크로니클은 합본으로 나오기도 했다. Wizard of coast사에서 애니화도 되었으나 동양권에서의 평은 그다지 좋지않은편..대다수는 원래 세대를 이어간다는점에서 야설에 가까운 묘사가 나올 수밖에 없는데 아동용으로 만들다보니..라고 한다...
아마존 검색에 위의 작가가 쓴 글을 조사하면...이야기의 시대순으로..
0.Soulforge 레이스트린의 성장기.
1.Brothers in Arms 용병으로써의 생활 및 상위마법탑에서의 수련
2. 드래곤 랜스 연대기(이것이 본편)
Dragons of Autumn Twilight
Dragons of Winter Night
Dragons of Spring Dawning
3. Twins 삼부작. 레이스트린과 카라몬 애증의 형제 이야기.
드래곤 랜스 연대기 2년 후에 카라몬과 레이스트린 그리고 탓슬호프 등이 나오는 이야기.
Time of the Twins
War of the Twins
Test of the Twins
4. The Second Generation
5. Dragons of Summer Flames - Dragonlance's 2nd Generation Shines.
6. War of Souls 삼부작
Dragons of a Fallen Sun
Dragons of a Lost Star
Dragons of Vanished Moon
이라고 하는데 국내에서 번역된것은 정식발매라면 열린길에서 1994년 출판한 '드래곤랜스' 위의 번호로 따지면 2번에 해당하는 내용이다.
또한 드래곤랜스 레전드나 옴니버스는 0이나 1과 동일한 시기를 다루고 있다.
이외에도 드워프의 심연이라던가.. 빙벽의 이야기등 다채로운 이야기가 여러작가를 통해서 전개되고 있다.